# 武庫站
武庫站（日语：／ Muko eki */?）是位於鳥取縣日野郡江府町大字武庫，西日本旅客鐵道（JR西日本）的伯備線車站。此站雖然在1961年啟用，但是已經是伯備線中最新車站。

## 歷史
- 1961年（昭和36年）8月23日 - 伯備線根雨站至江尾站之間新設此站。
- 1987年（昭和62年）4月1日 - 伴隨國鐵分割民營化，車站由西日本旅客鐵道（JR西日本）營運。

## 車站構造

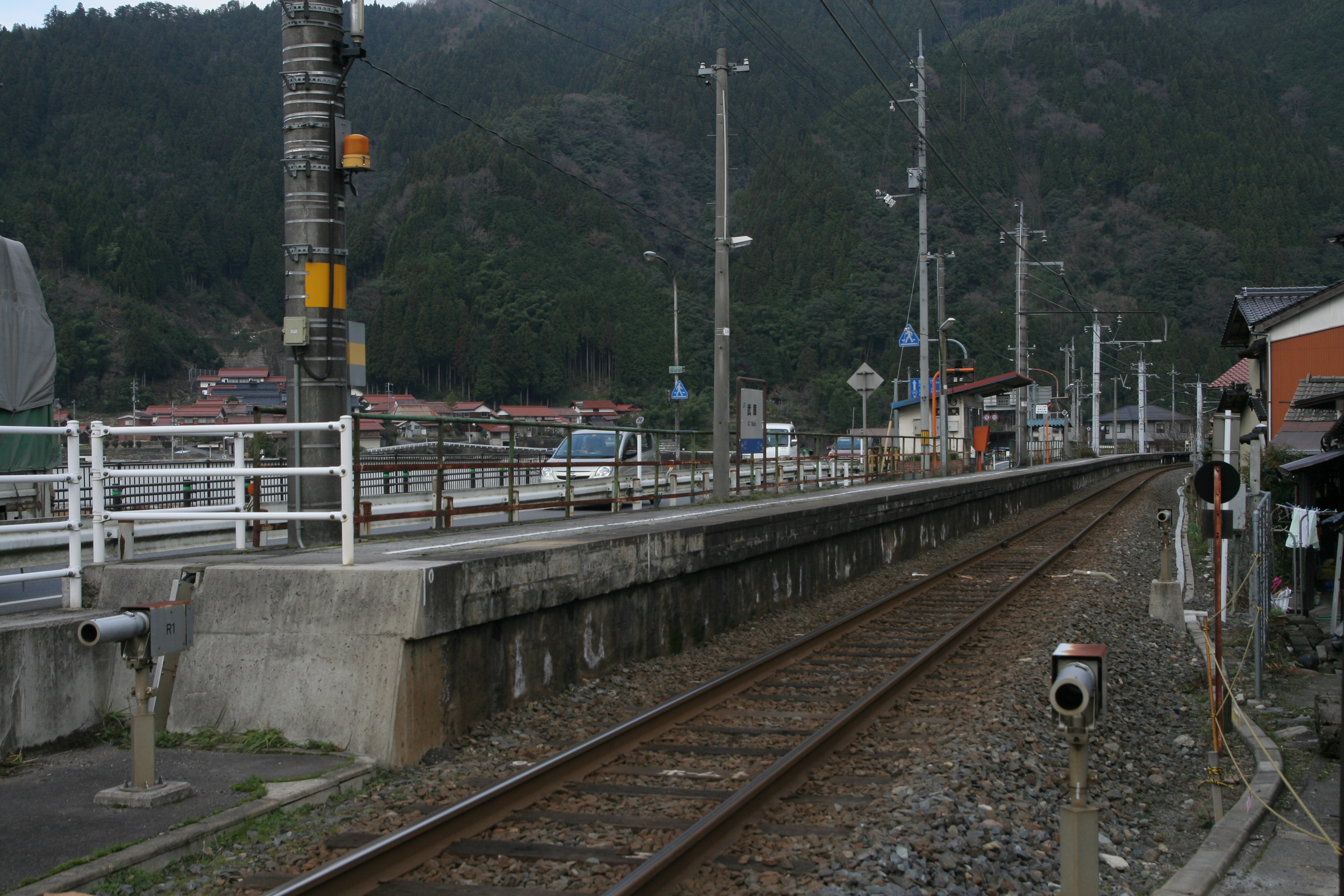
站內（2009年12月30日）

車站是一座地面車站，設有1面1線的單式月台，米子方向的列車會開啟左邊車門。此站為唯一沒有列車交會的伯備線車站。車站沒有車站大樓，在月台上設有候車室。
車站由米子站管理，為無人車站。車站沒有自動售票機，在候車室同設有乘車站證明票發票機。

## 使用狀況
以下為近年1日平均上下車人次列表：
| 乘車人次變化 | 乘車人次變化      |
| 年度         | 1日平均上下車人次 |
| ------------ | ----------------- |
| 2011年       | 59                |
| 2012年       | 58                |
| 2013年       | 61                |
| 2014年       | 60                |
| 2015年       | 52                |

## 車站周邊
- 江府町立明倫小學 - 在2009年3月31日關校。
- 國道181號（日语：国道181号）（國道183號（日语：国道183号）重疊區間）

## 相鄰車站
西日本旅客鐵道
 伯備線
根雨－武庫－江尾

## 注腳
1. ↑  国土数値情報(駅別乗降客数データ)  （页面存档备份，存于） - 國土交通省，2019年7月4日參閲

## 外部連結
- 武庫｜車站資訊：JR出門網 - 西日本旅客鐵道